# St. George (Utah)
Die Mittelstadt St. George (alt Saint George) ist der Verwaltungssitz des Washington County im Südwesten des US-Bundesstaates Utah. Das U.S. Census Bureau hat bei der Volkszählung 2020 eine Einwohnerzahl von 95.342 ermittelt.
Die Glücksspiel-Metropole Las Vegas (Nevada) liegt in etwa 190 Kilometer Entfernung und ist somit in unter zwei Fahrtstunden erreichbar.
St. George ist zudem der Standort des Dixie State College of Utah. Dixie hat sich eigentlich als umgangssprachliche Bezeichnung für die US-amerikanischen Südstaaten eingebürgert. Obwohl Utah nicht Teil der Konföderation war, versuchte die Gegend in dieser Zeit, den Baumwollanbau zum Hauptwirtschaftsfaktor zu machen und gehörte damit auch zu den Gebieten, die im Gegensatz zu den meisten Unions-Staaten von Sklavenhaltung profitierten.

## Geschichte
St. George wurde in den 1850er Jahren von Brigham Young gegründet, um eine eigene Baumwollproduktion aufzubauen. Da es nie gelang, die Baumwolle zu konkurrenzfähigen Preisen zu produzieren, wurde der Versuch bald aufgegeben. Im April 1877 wurde dort der älteste noch heute (2007) betriebene Tempel der Kirche Jesu Christi der Heiligen der Letzten Tage („Mormonen“) in Betrieb genommen.
Als am 19. Mai 1953 auf dem Nevada Test Site der Kernwaffentest Harry explodierte, kam es im 160 km entfernten St. George zu radioaktivem Niederschlag. Die Bewohner berichteten über einen „seltsamen metallischen Geschmack in der Luft“. Ein Bericht der United States Atomic Energy Commission von 1962 fand heraus, dass die Schilddrüsen der Kinder aus St. George Strahlungsdosen von 1,2 bis 4,4 Gray ausgesetzt waren.
1954 wurden in St. George die Außenaufnahmen des Films Der Eroberer mit John Wayne in der Hauptrolle gedreht. 30 Jahre später waren 90 Mitglieder des 220-köpfigen Filmteams an Krebs erkrankt, 1981 waren bereits 46 der Beteiligten gestorben.
In den 1980er Jahren erlebte St. George einen Aufschwung als Ruhestandsdomizil für die Menschen aus den Metropolen Utahs, dann als Ausgangspunkt für Touristen auf dem Weg zum color country und zuletzt als Verkehrsknotenpunkt.
1998 trug St. George die US-Universitätsmeisterschaften im Zehnkampf aus.
St. George war bereits Gastgeber von Ironman- und Ironman 70.3-Veranstaltungen, darunter die Ironman-70.3-Weltmeisterschaften 2021. Im Jahr 2022 richtete die Stadt sowohl die Ironman- als auch die Ironman-70.3-Weltmeisterschaft aus. Dies war das erste Mal, dass die Ironman-Weltmeisterschaft außerhalb von Hawaii ausgetragen wurde.

## Verkehr
Der St. George Regional Airport befindet sich 5 km südöstlich der Stadt.

## Demografie

### Einwohnerentwicklung
| Jahr | Einwohner |
| ---- | --------- |
| 1980 | 11.350    |
| 1990 | 28.502    |
| 2000 | 49.663    |
| 2010 | 72.763    |
| 2020 | 95.342    |

### Altersstruktur (2010)
| Bevölkerung | Jahre | Anteil |
| ----------- | ----- | ------ |
| unter       | 18    | 28,4 % |
| von         | 18–24 | 13,7 % |
| von         | 25–44 | 22,0 % |
| von         | 45–64 | 16,8 % |
| über        | 65    | 19,3 % |

- das durchschnittliche Alter beträgt 31 Jahre.

## Söhne und Töchter der Stadt
- Howard Walter Cannon (1912–2002), US-Senator
- Bert H. Miller (1879–1949), US-Senator
- Amanda Righetti (* 1983), Schauspielerin
- J. Edwin Seegmiller (1920–2006), Biochemiker
- Brendon Urie (* 1987), Sänger, Songwriter und Musiker
- The Piano Guys, Musiker

## In St. George gedrehte Filme
- The Conqueror
- Butch Cassidy and the Sundance Kid
- The Car
- Harry's War
- The Electric Horseman
- Jeremiah Johnson
- Romancing the Stone
- High School Musical 2
- The Flyboys
- Jurassic Park
- On Our Own